# Iris Chang
Iris Shun-Ru Chang (Princeton, Nova Jersey, 28 de març de 1968- Los Gatos, Califòrnia, 9 de novembre de 2004) va ser una escriptora i periodista estatunidenca d'origen xinès, coneguda per la seva novel·la documental sobre la Massacre de Nanquín titulada La violació de Nanquín, ambientada durant la segona guerra sino-japonesa. Ha estat objecte del llibre Finding Iris Chang, així com del documental de l'any 2007 Iris Chang: The Rap of Nanking.

## Obres
- Thread of the Silkworm (1995),
- The Rape of Nanking:The Forgotten Holocaust of World War II (1997),
- The Chinese in America (2003),